# Llanfair Caereinion
Llanfair Caereinion (wymowaⓘ) – miasto w środkowej Walii, w hrabstwie Powys (historycznie w Montgomeryshire), położone nad rzeką Banwy (Einion). W 2011 roku liczyło 1055 mieszkańców.
Znajduje się tu stacja końcowa zabytkowej linii kolei wąskotorowej Welshpool and Llanfair Light Railway.